# 圣安德烈斯-萨赫卡瓦哈
15°10′32″N 90°56′30″W / 15.175556°N 90.941667°W

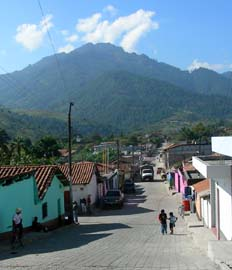

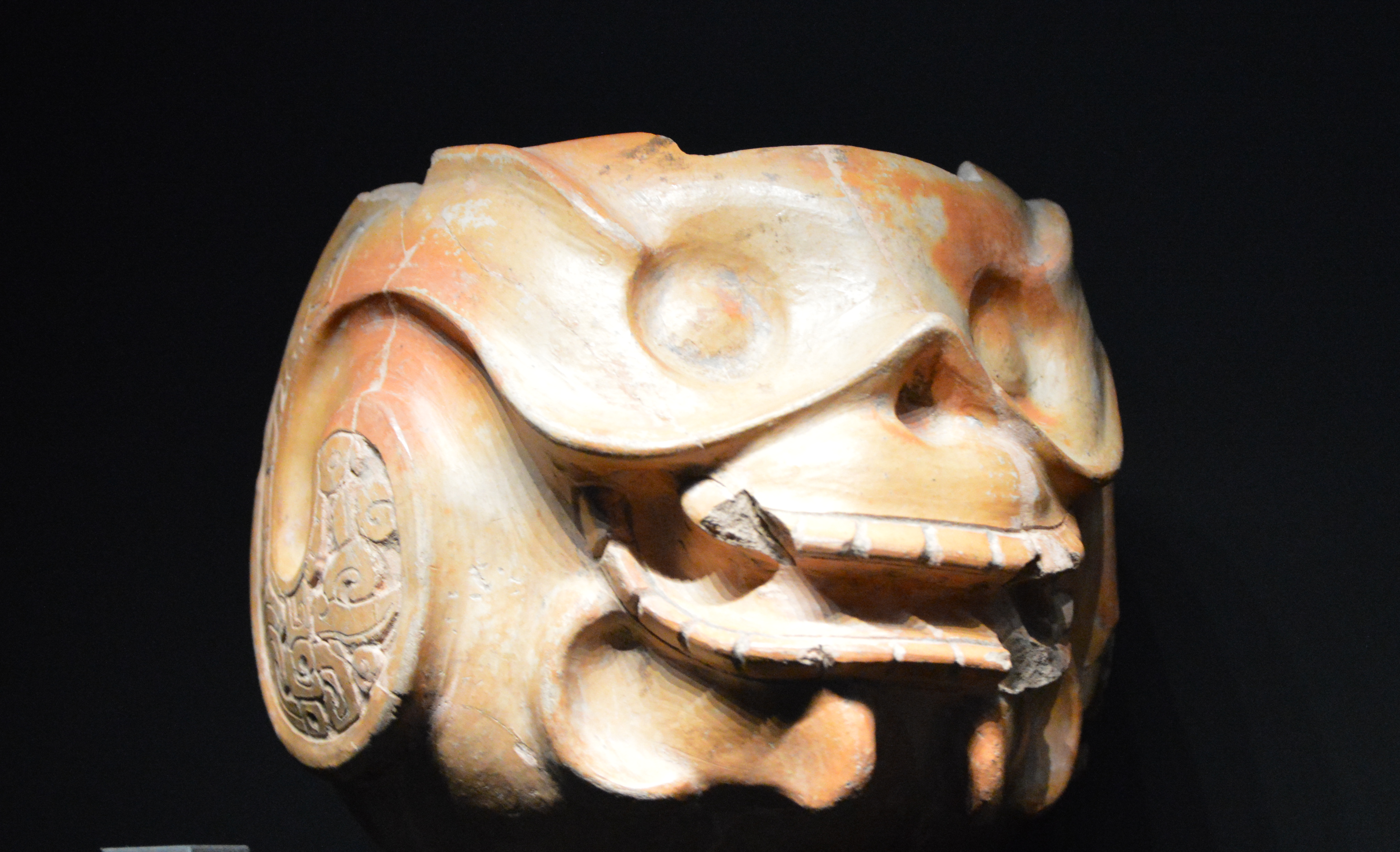

圣安德烈斯-萨赫卡瓦哈（西班牙語：San Andrés Sajcabajá）是危地馬拉的城鎮，位於該國中西部，由基切省負責管轄，面積230平方公里，海拔高度1,201米，2002年人口19,035，人口密度每平方公里82.76人。